# Brug bij Olen-Hoogbuul
De brug bij Olen-Hoogbuul is een boogbrug over het Albertkanaal in de Belgische gemeente Olen. Oorspronkelijk was het een liggerbrug. 